# Compañía de María (Marianistas)
La Compañía de María (Societas Mariae, S.M.) es una Congregación religiosa de la Iglesia católica, fundada por el beato Guillermo José Chaminade en 1817, y forma parte de la Familia Marianista. En español no suele traducirse "Societas Mariae" por "Sociedad de María", así como en el caso de la "Societas Iesu" no se traduce por "Sociedad de Jesús" (Compañía de Jesús, Jesuitas). Por tanto, el nombre oficial en español de los marianistas es "Compañía de María".

## Historia

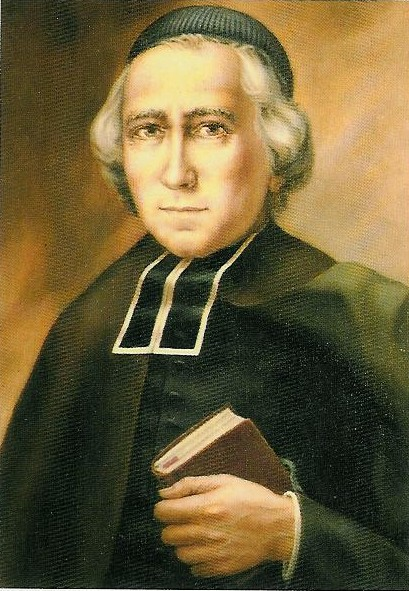
G.-J. Chaminade (Joseph Vabre, 1954)

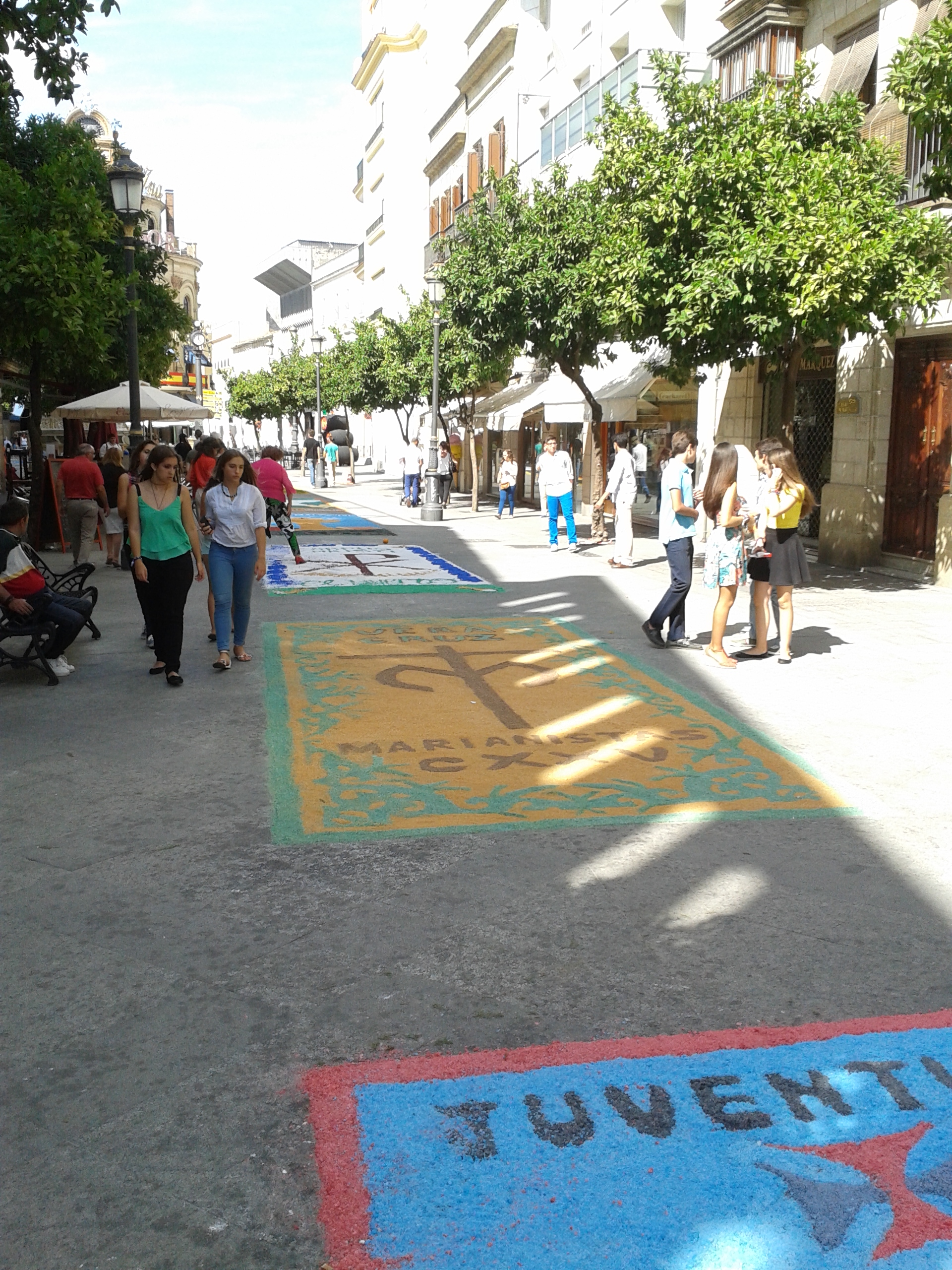
Adorno floral Marianista para el Corpus Christi

Guillermo José Chaminade (en francés: Guillaume-Joseph Chaminade) nace en Périgueux, Dordoña (Francia) el 8 de abril de 1761, en el seno de una modesta familia de artesanos y comerciantes. Su hermano mayor, Juan Bautista, ingresó en la Compañía de Jesús, y él mismo siente la vocación sacerdotal, fundando en 1800 la Congregación seglar de la Inmaculada. Poco después conoce a Adela de Batz de Trenquelléon, con quien fundaría las Hijas de María Inmaculada (F.M.I.) el 25 de mayo de 1816. Un año después, es un joven congregante seglar, Juan Bautista Lalanne, el que se pone a disposición de Chaminade para la misma aventura. El 2 de octubre de 1817, los siete primeros marianistas deciden en [[]]Burdeos[[]] fundar una comunidad. Nace así la "Compañía de María" (S.M.).
Desde el principio, su objetivo es la educación en la fe por la universalización de medios, el impulso a las comunidades seglares de fe y la formación de agentes educativos y misioneros. Pronto se implican en el mundo de la educación primaria y secundaria. Primeramente en el suroeste francés (zona de Burdeos) y luego en Alsacia. Comienza un triple trabajo relacionado con la educación: la publicación de obras pedagógicas y de metodología educativa, la edición de libros de texto y la formación de maestros de las zonas rurales. Este último proyecto se convierte en el precedente de las Escuelas de magisterio en Francia. La dedicación a la educación y a la pedagogía convierte pronto a la Compañía de María en una de las instituciones religiosas católicas más prestigiosas en el mundo del diálogo fe-cultura. Cuando muere el fundador en 1850, la SM había empezado a extenderse fuera de Francia (Estados Unidos, Suiza), llegando a España en 1887.

## Actualidad

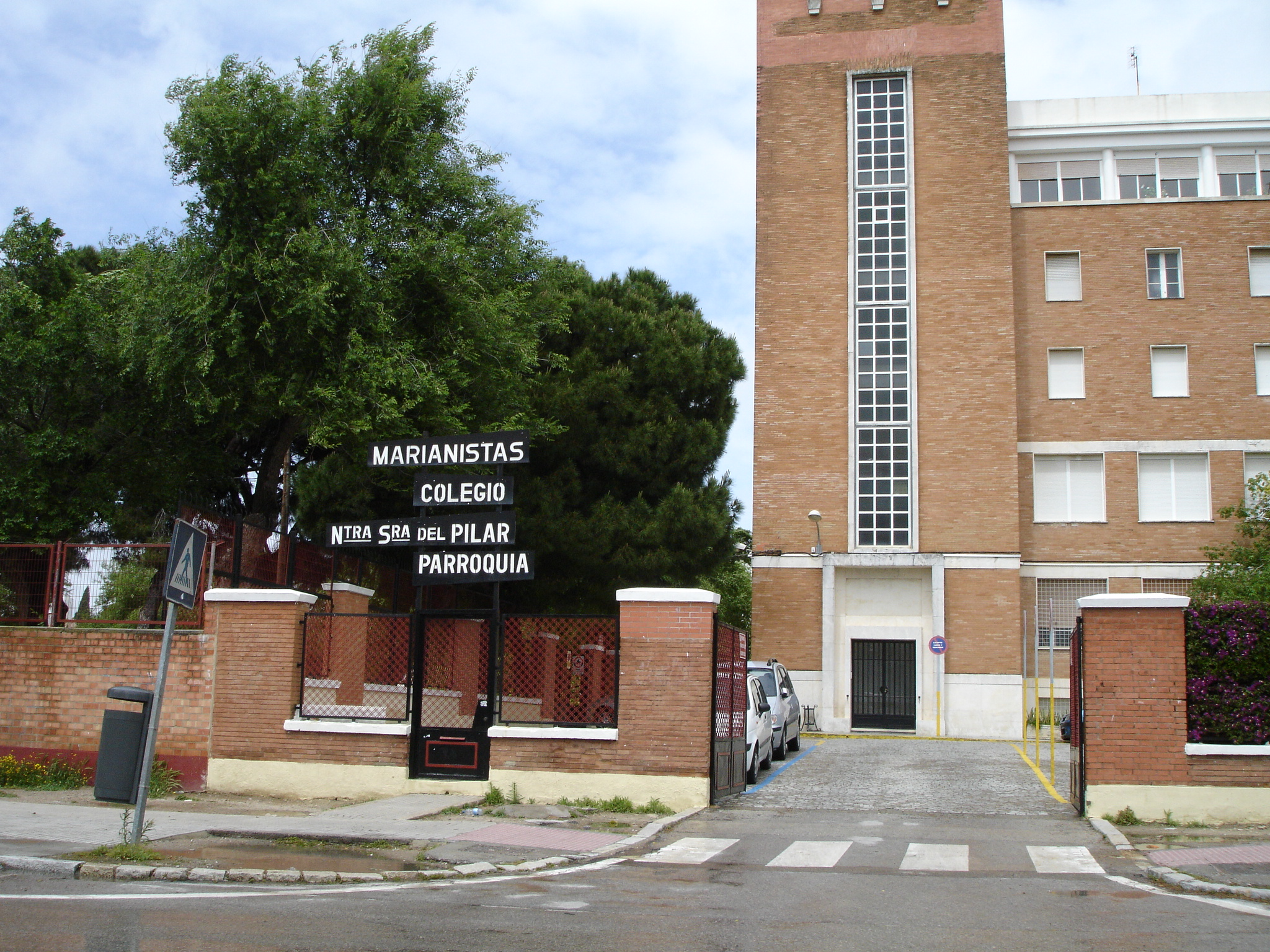
Colegio y parroquia en Jerez de la Frontera.

A 1 de enero de 2022, había 890 religiosos marianistas en el mundo, lo que supone una pérdida del 78% de sus miembros con respecto a los 3.934 que llegaron a tener en 1966.
Una de las características más originales de la Compañía de María es lo que se llama la "composición mixta": sacerdotes y laicos en plan de igualdad. Era una idea del fundador que anunciaba un nuevo modelo de Iglesia, más plural e igualitario, menos clerical: laicos y sacerdotes trabajando juntos, en ministerios diversos y en igualdad de derechos y deberes. Esta fórmula tan novedosa tardó en ser aceptada por la Santa Sede, pero finalmente entró a formar parte de la "Regla de vida marianista", lo cual ha supuesto una riqueza para la propia Vida Religiosa.

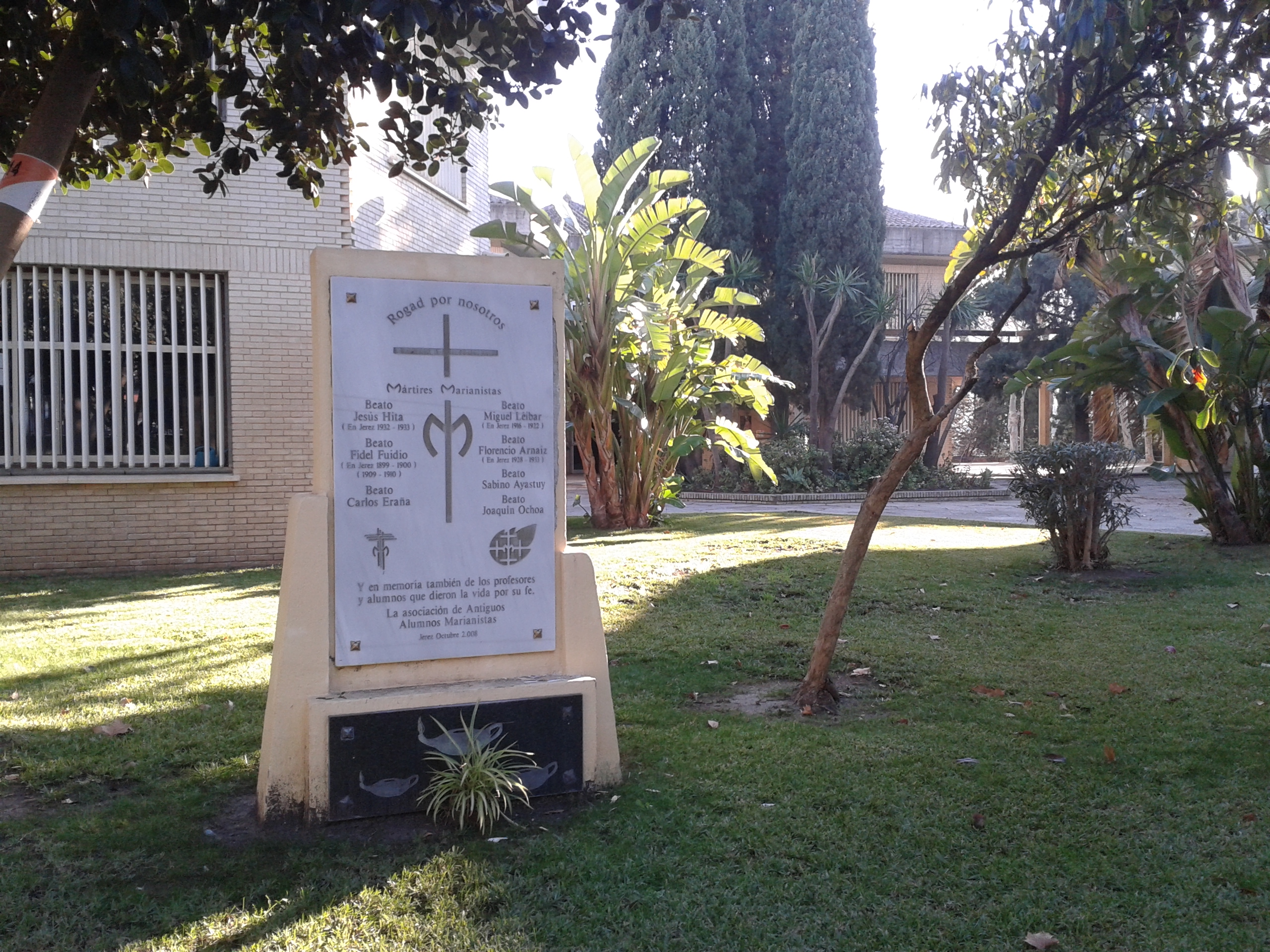
Monumento a mártires de la orden

Así, en la Compañía de María hay actualmente 677 religiosos laicos y 345 religiosos sacerdotes. Entre estos, uno es Obispo. Desde el origen en Burdeos (Francia), la Orden está presente en la actualidad en cuatro continentes y en 30 países. Los últimos en incorporarse han sido Filipinas y Cuba. Es una rama de la Familia Marianista, que está compuesta por: las CLM (Comunidades Laicas Marianistas), las Hijas de María Inmaculada (religiosas marianistas), la Alianza Marial (instituto secular) y la propia Compañía de María (Religiosos Marianistas). El Consejo Mundial de la Familia Marianista es el órgano al servicio de la comunión y de la misión en la Iglesia, y en los distintos países donde se encarna el carisma marianista.

## Colegios

### Argentina
- Colegio Marianista de Buenos Aires, Ciudad Autónoma de Buenos Aires.
- Colegio Marianista de Junín, Ciudad de Junín, Provincia de Buenos Aires.
- Colegio Marianista San Agustín, Ciudad de 9 de Julio, Provincia de Buenos Aires.
- Instituto Nuestra Señora de Fátima, Ciudad Autónoma de Buenos Aires.

### Colombia
- Colegio Espíritu Santo Marianista, Girardot
- Colegio La Paz, de Fe y Alegría, Bogotá
- Colegio Madre Adela, Bogotá
- Colegio Santa María, Fe y Alegría, Medellín
- Colegio El Corazón De Maria, Agustín Codazzi

Brasil
Colegio Chaminade, Baurú

### Chile
- Colegio Instituto Miguel León Prado
- Colegio Instituto Linares
- Colegio Parroquial San Miguel
- Colegio Santa María de la Cordillera
- Colegio Nuestra Señora y Madre del Carmen
- Casa Estudio Chaminade

### Ecuador
- Unidad Educativa "Hermano Miguel", Latacunga

### España
- Aldapeta Maria Ikastetxea, San Sebastián
- Nuestra Señora del Prado, Ciudad Real
- Santa María, Vitoria
- Santa María, Logroño
- Bajo Aragón, Zaragoza
- Santa María del Pilar, Zaragoza
- Adela de Trenquelleon, Barcelona (Religiosas marianistas)
- Santa María, Alboraya (Religiosas marianistas)
- Nuestra Señora del Pilar, Valencia
- Virgen de la Chanca, Almería
- Sagrada Familia, El Pilar, Pola de Lena
- Nuestra Señora del Pilar, Valladolid
- Nuestra Señora del Pilar, Madrid
- Colegio Santa María del Pilar, Madrid
- Colegio Santa Ana y San Rafael, Madrid
- Colegio Amorós, Madrid
- Nuestra Señora del Pilar, Jerez de la Frontera
- San Felipe Neri, Cádiz
- Colegio Santa María, Orcasitas, Madrid

### Perú
- Colegio Santa María Marianistas, Surco, Lima
- Colegio María Reina Marianistas, San Isidro, Lima
- Colegio San Antonio Marianistas, Bellavista, El Callao
- Colegio San José Obrero, Trujillo
- Instituto Simón Bolívar - Chaminade Marianistas - El Callao (Esta obra ya fue cerrada)
- Centro Pastoral P. Albert Mitchel, SM, El Callao
- Centro Hno. Thomas Helm S.M., El Callao
- Centro María Madre del Buen Consejo, Otuzco, Región La Libertad
- ChamiRadio, Otuzco, Región La Libertad

### Puerto Rico
- Colegio San José, Río Piedras, San Juan

## Parroquias

### Colombia
- Parroquia Espíritu Santo, Girardot
- Parroquia Beato Guillermo José Chaminade, Bogotá
- Parroquia Nuestra señora de la Caridad, Bogotá

### Perú
- Parroquia Santa María Reina Marianistas - Lima
- Parroquia María Madre del Redentor - El Callao (fue devuelta a la diócesis de El Callao)

### Chile
- Parroquia San Miguel Arcángel

### Argentina
- Parroquia Cristo Resucitado, Ciudad de General Roca, Provincia de Río Negro.
- Parroquia Nuestra Señora de Fátima, Ciudad Autónoma de Buenos Aires.

### España
- Parroquia Santa María Madre de la Iglesia - Madrid
- Parroquia Santa María del Pilar - Madrid
- Parroquia San Simón y San Judas - Madrid
- Parroquia San José Obrero - Burjassot (Valencia)
- Parroquia Santa Cruz - Zaragoza

### Cuba
- Santuario Diocesano Parroquia Nuestra Señora de la Caridad - Pinar del Río